# جيف الكسندر
جيف الكسندر (بالإنجليزية: Jeff Alexander)‏ هو عازف بيانو وملحن أمريكي، ولد في 2 يوليو 1910 في سياتل في الولايات المتحدة، وتوفي بنفس المكان في 23 ديسمبر 1989 بسبب سرطان.

## وصلات خارجية
- جيف الكسندر على موقع IMDb (الإنجليزية)
- جيف الكسندر على موقع ميوزك برينز (الإنجليزية)
- جيف الكسندر على موقع أول موفي (الإنجليزية)
- جيف الكسندر على موقع أول ميوزيك (الإنجليزية)
- جيف الكسندر على موقع ديسكوغز (الإنجليزية)
- جيف الكسندر على موقع قاعدة بيانات الفيلم (الإنجليزية)